# Lupiana
Lupiana es un municipio y localidad española de la provincia de Guadalajara, en la comunidad autónoma de Castilla-La Mancha. El término municipal tiene una población de 325 habitantes (INE 2024).

## Símbolos
El escudo heráldico que representa al municipio se define con el siguiente blasón aprobado oficialmente el 4 de octubre de 1989:

Partido. Primero de oro, león rampante de gules surmontado de capelo cardenalicio. Segundo, de sinople, una picota de plata. Al timbre Corona Real cerrada.
Diario Oficial de Castilla-La Mancha nº 43 de 10 de octubre de 1989

## Geografía
La localidad se encuentra situada a una altitud de 773 m sobre el nivel del mar.
| Noroeste: Guadalajara | Norte: Centenera | Noreste: Atanzón y Guadalajara |
| Oeste: Guadalajara    |                  | Este: Valfermoso de Tajuña     |
| Suroeste: Horche      | Sur: Horche      | Sureste: Romanones             |

## Historia
Hasta 1569, Lupiana era una de las aldeas que pertenecieron a la jurisdicción del Común de Villa y Tierra de Guadalajara, como resultado del proceso repoblador del antiguo Reino de Toledo. Lupiana era una de las cabezas de las sexmas del alfoz de Guadalajara. La localidad tendrá más importancia cuando en 1330 Diego Martínez de la Cámara funde una primitiva ermita dedicada a San Bartolomé, que fue el núcleo primitivo del cenobio que fundó posteriormente Fray Pedro Fernández Pecha, como asentamiento definitivo de la naciente Orden de San Jerónimo. Fue este monasterio, casa madre de la orden jerónima, lo que hizo que el lugar fuera creciendo en importancia y en población. Este hecho hizo que la entonces aldea de Lupiana quisiera tener su propia jurisdicción distinta a la de Guadalajara, proceso que se colmaría en el reinado de Felipe II.
El propio Monasterio de San Bartolomé también estaba interesado en escapar de la jurisdicción del alfoz de Guadalajara, sin embargo no estaba por la labor de quedar bajo la jurisdicción de una villa de realengo. Es por ello se inicia un proceso mediante el cual Lupiana se segregaría del Común de Villa y Tierra de Guadalajara para convertirse en villa, pero una villa de abadengo, pues los cargos del concejo: alcaldes, alguaciles, etc., serían nombrados por el prior del monasterio.

El proceso se inició, según la historiografía clásica, por parte de los propios monjes, ya que fueron ellos los que ofrecieron el patronato de la capilla mayor a Felipe II en 1569. No obstante, en el Libro de Actas Capitulares se incide expresamente en que fue el propio rey quien pidió a los padres capitulares que le cediesen el patronato de la capilla mayor, dotándola de una renta determinada y una serie de misas por la salud del soberano. Este capítulo se celebró el jueves 20 de enero de 1569 y un día más tarde, el viernes 21 de enero, se celebró un segundo donde se acordó que el número de misas fuese determinado por el monarca y, mucho más importante, se acordó en pedir al rey que concediese a Lupiana el privilegio de villazgo para poder tener jurisdicción. Los monjes adujeron al carácter regio que tendría a partir de ese momento el monasterio, incompatible, por tanto, con la carencia de jurisdicción propia:
y en este negocio tuvo prinçipio de quererse los de Lupiana asentar de la jurisdiçion de Guadalajara y hacerse villa y porque pareçia ser negoçio muy perjudiçial a esta casa estar en termino y jurisiçion de tan Ruyn lugar y Ruyn gente procurose suplicar a su majestad que nos diese jurisdiçion de manera que el monasterio estuviese libre con todas sus cosas.
El monasterio encargó la tarea de llevar las escrituras al rey a los frailes Juan de la Cruz, secretario del prior, Jerónimo de Almonacid y Bernardino de Salas. El Miembro del consejo y cámara del rey, Martín Velasco, será quien se encargue de dotar de bienes al monasterio y de una renta de cien ducados como dotación de la capilla. El 16 de mayo Felipe II firma una Real Cédula mediante la cual confirma lo aceptado por su consejero de cámara pero no será hasta el 5 de agosto cuando el rey ortorgue el privilegio de villazgo a Lupiana. Desde ese momento, Lupiana queda libre de la jurisdicción de Guadalajara y su monasterio adquiere capacidad para elegir los cargos de gobernanza de la villa. Como consecuencia del orotgamiento del privilegio de villazgo y como símbolo de su soberanía, el concejo de la villa levantó en su plaza un rollo jurisdiccional con función de picota en 1589, tal y como reza en la inscripción de la misma.
Posteriormente, en las Relaciones topográficas de Felipe II se observará acerca de Lupiana lo siguiente:
En la Villa de Lupiana en seis dias del mes de Diciembre, año del nacimiento de nuestro Salvador Jesuchristo de mil y quinientos é setenta y cinco años, estando juntos los mui magnificos señores bartholome sanchez de la Yglesia, alcalde mayor en la dicha Villa, y bartholomé perez, y andrés de miedes, y francisco muñoz, y alonso núñez de estevan sanchez, diputados por el concejo y ayuntamiento de esta dicha Villa, para responder a los capitulos e instrucion que su magestad manda se haga en esta dicha Villa, por su Real cedula, la qual enbio á los alcaldes, y Regidores de esta Villa el Señor licenciado francisco de escobar, corregidor en la ciudad de Guadalaxara, de cuyo partido y suelo esta Villa es, é cumpliendo su comision los dichos señores alcalde mayor e diputados. Respondieron á los capitulos de la instrucion lo siguiente:
1. Primeramente en quanto al primer capitulo en que dice la instrucion se aclare y diga el nombre del pueblo: Se rresponde que este pueblo se llama Lupiana al presente, é que no se á sabido ni entendido, ni oydo decir por qué causa se llamó Lupiana.
2. Al segundo capitulo de la instrucion se rresponde: que este pueblo es antiguo é no se sabe, ni entiende de que años acá está fundado, ni se sabe quien le fundó.
3. Al tercero capitulo se rresponde: que este pueblo es Villa eximida de la ciudad de Guadalaxara, porque su magestad del Rey Don Phelipe nuestro Señor, hizo merced á esta Villa de la eximir y apartar de la ciudad de Guadalaxara cuyo lugar era de antes, hasta el año de mil quinientos y sesenta y nueve años; porque desde entonces acá es villa de por sí, distinta y segregada, la qual merced hizo su magestad de la jurisdicion de ella a esta Villa, por rrazon de la capilla quel monesterio de San Bartholorné de Lupiana, dio á su magestad, y de la memoria que en ella se avia de hacer, el qual Prior general puede en la dicha Villa de Lupiana por merced que su magestad hizo al dicho prior general, frayles y convento del poner alcalde mayor, y alguacil, y escrivano los que el quisiere, y cada año puede nombrar alcaldes, y regidores, y mayordomo del Concejo, y alcaldes de la hermandad, y quadrilleros de los que el concejo señalare para cada año, y por esta rrazon dela capilla mayor que el dicho monesterio de San Bartholomé de Lupiana dió á su magestad, la eximio y separó dela dich.a ciudad de Guadalaxara, y la dió jurisdicion sobre sí alta y baxa.
4. Al quarto capitulo se rresponde que esta villa cae en castilla, en el Reyno de Toledo, en el Alcarria.
6. Al sexto capitulo se rresponde: que este pueblo no tiene otro escudo, sino las armas de su magestad cuya Villa es esta dicha Villa de Lupiana.
7. Al setimo capitulo se rresponde: que esta Villa es de su magestad.
8. Al octavo capitulo se rresponde: que esta Villa no tiene voto en cortes, y que habla por esta Villa la ciudad de Guadalaxara, y a la dicha ciudad acude esta Villa para las juntas y repartimientos que se hacen.
9. Al noveno capitulo se rresponde: que este pueblo cae en el distrito de la chancilleria de Valladolid, e allí acuden á los pleitos en grado de apelacion, y ay desde esta Villa á la dicha chancilleria treinta y quatro leguas.
10. A los diez capitulos se rresponde: que esta Villa cae en el corregimiento de Guadalaxara, y ay desde esta Villa á la dicha ciudad, dos leguas pequeñas.
11. A los honce capitulos se responde: que esta Villa cae en el arzobispado de Toledo, y el arciprestazgo de Guadalaxara, é que ay desde esta Villa a la cathedral, que reside en la ciudad de Toledo veinte leguas pequeñas.
13. A los trece capitulos se rresponde: que el primero pueblo hacia do el sol sale desde esta Villa es Valhermoso de Tajunia, que está legua y media común de esta Villa, y en medio del camino está un anexo de esta Villa, que es una granja de los frailes de San Bartholorné de Lupiana, que se llama Pinilla, el qual dicho Valhermoso está derecho do el sol sale.
14. A los catorce capitulos se rresponde: que el primero pueblo del medio dia de esta Villa, se llama Orche, que ay desde esta Villa al dicho Orche media legua, y á dos tiros de vallesta de esta Villa en el dicho camino, al medio dia, está el monesterio de San Bartholomé rreal de Lupiana, el qual dicho camino, de aqui á Orche, es camino derecho.
15. A los quince capitulos se rresponde: que el primero pueblo que ay al poniente desde esta Villa, es Guadalaxara, que ay desde esta Villa a la dicha Ciudad dos leguas pequeñas, y al quarto de legua de esta Villa hacia la dicha ciudad, ay un monte propio de Su Magestad, que tendrá tres leguas de largo, y tendrá de yermo y labrantío quinientas yuntas de tierras y montes, y de ancho tendrá el dicho monte yor unas partes una legua, y por otras media legua.
16. A los diez y seis capitulos se rresponde: que el pueblo que está acia el Norte y cierzo de esta Villa de Latanzon, y Centera (sic), que es aldea de Guadalaxara, y el Atanzon es Villa de don Pedro Gomez de Mendoza, y de Cidarreal, la qual dicha Villa está de esta una legua grande camino derecho, y Centenera está de esta Villa camino derecho, y media legua de ella y la dicha Villa de Latanzon está derecho al norte.
17. A los diez y siete capitulos se rresponde: que esta tierra cae en alcarria, es tierra sana, aspera, de peñas y cuestas, y esta fundada esta Villa en una ladera, cerca de un valle entre cerros, no es tierra fria, ni caliente, y es tierra pobre de leña, que esta Villa no tiene sino una dehesa pequeña boyal.
18. A los diez y ocho capitulos se rresponde: que esta Villa está pobre de leña, é se proveen la mayor parte de los vecinos de esta Villa de sus heredades y viñas, de leña, y de los valdíos de Pinilla, que es del monesterio de San Bartholomé el Real, e que la caza que en esta Villa se cria es la mayor parte perdices, y algunas liebres, é conejos, y algunas raposas.
19. A los diez y nueve capitulos se rresponde: que esta Villa está entre cerros, y no cae sino en lalcarria, y no en serranía.
20. A los veinte capitulos se rresponde: que los nombres de los Rios que pasan por esta Villa, y sus términos, es un rrio pequeño que se llama mata yeguas, y la rrazon que se llama mata yeguas, no se sabe, mas de que antiguamente se llama ansí, no se sabe por que causa, y que por la granja de Pinilla que está un quarto de legua de esta Villa pasa otro rrio pequeño que se llama Ungria, y entramos á dos rrios se juntan vaxo del castillo de rrocha frida, que está un quarto de legua de esta Villa, y en el rrio de mata yeguas se crian vermejuelas, y en el rrio de vngría se crian truchas.
21. A los veinte y un capitulos se rresponde: que esta Villa tiene una Ribera de regadíos, guertas, y arboles frutíferos, y no frutíferos, como son saces, alamos, y algunos ciruelos, endrinos, y granados, y coles, melones, ajos y cebollas, y otras legumbres que en ellos se crian, y los prados son de herederos, y las guertas, saces, olmedas ansí mismo.
22. A los veinte y dos capitulos se rresponde: que en esta Villa junto á ella, ay un molino harinero, en el qual muelen su pan todos los vecinos de esta Villa. El qual molino es propio del concejo de esta Villa, que está en la rribera y rrio de matayeguas, y rentará el año que es abundoso de agua, cient fanegas de trigo, y el año que no es tan abundoso, rrentará cinquenta fanegas, la qual rrenta lleva el Concejo de esta Villa.
23. A los veinte y tres capitulos se rresponde: que esta Villa es abundosa de agua, y tiene muchas fuentes en esta Villa, y sus terminos, de do se proveen.
24. A los veinte y quatro capitulos se rresponde: que esta dicha Villa no tiene más de dos prados pequeños para los ganados y una dehesa boyal como queda dicho, para pastar los ganados de la carnicería, y otros ganados de labor que ay en esta Villa.
26. A los veinte y seis capitulos se rresponde: que en esta Villa y sus terminos, se coge pan y vino y aceite, y cáñamo, y lino, y nabos y verzas, y cebollas, aunque en este pueblo no cogen tanto pan ni vino, como en otras partes, y que los mas años falta el pan, y comunmente se provee esta Villa y los vecinos de ella de trigo, é cebada del campo de Guadalaxara, del campo de Alcalá, de la mancha, y de castilla la vieja, é que se crían obejas en esta tierra, y que son mui pocas las que se crian, é que un año con otro, valen los diezmos del pan, sesenta cahices de pan, de rrenta, que lo que más falta ay en esta Villa es de trigo, é cebada, y los diezmos del vino un año con otro valdran quarenta mil maravedis de rrenta, y la rrenta de menudos valdran un año con otro ochenta mil maravedis.
35. A los treinta y cinco capitulos, se rresponde: que las casas que en esta Villa ay, son de tierra y yeso, fundadas, y cubiertas de olmos, y teja, los quales materiales se crian en esta Villa, los quales edificios son rruines.
37. A los treinta y siete capitulos se rresponde: que en esta Villa, junto á ella, puede aver veinte y cinco, ó veinte y seis años que se comenzó á hacer un molino de moler pan á las diez horas de la noche por los vecinos de esta Villa, á las dos horas después de la media noche molió el dicho molino pan, y á las dichas dos de la noche obo pan cocido molido del dicho molino, por manera que se comenzó y acabó, y obo pan cocido y de la manera que se hizo en las dichas quatro horas, y molió dos años, y oy dia muele, y se hizo de esta manera porque esta Villa entendió que avia de aver contradicion del monesterio de san Barlolome de lupiana, y a las diez, no avia memoria de molino, y á las dos obo pan cocido del, como dicho es.
39. A los treinta y nueve capitulos se rresponde: que esta Villa será de doscientos y treinta vecinos, y que nunca obo en esta Villa menos vecinos, y la mayor parte de los vecinos son pobres en esta Villa.
40. A los quarenta capitulos se rresponde: que los vecinos que ay en esta dicha Villa son todos pecheros, é no hay ningun esento, y todos son labradores en esta Villa, é que junto á esta Villa está el monesterio de San Bartholome el Real, que es cabeza de la horden de San Geronimo, que son esentos, que el dicho monesterio tiene tanta lavor como toda esta Villa
42. A los quarenta y dos capitulos, se rresponde: que los vecinos de esta Villa, la mayor parte de ellos son pobres, y son labradores, e que el principal trato que tienen en esta Villa, es labrar pan, y heredades, y que en esta Villa ay minas de yeso, de donde los vecinos de esta villa, tienen grandísimo aprovechamiento, lo qual llevan a vender a Guadalaxara, y á otras partes.
44. A los quarenta y quatro capitulos se rresponde: que en esta Villa ay un Alcalde mayor, y dos alcaldes hordinarios, y tres Regidores, y dos alcaldes de la hermandad, y un alguacil, y un quadrillero, y ún escrivano de número del Concejo, é que no tiene ninguna justicia, ni Regidor, salario alguno mas del escrivano, que el concejo le da de salario seis mil maravedis, le valdrá el aprovechamiento de todo el año vente mil maravedis.
45. - A los quarenta y cinco capitulos se rresponde: que esta Villa tendrá de los molinos de aceite que tienen suyos propios treinta mil maravedis, é de las tierras que dá a rrenta veinte y quatro fanegas de trigo, de un meson quatro mil maravedis de rrenta, y del horno diez mil maravedis, y esta rrenta tendrá el dicho Concejo un año con otro, e no otra cosa.
48. A los quarenta y ocho capitulos se rresponde que la Yglesia que en esta Villa ay, es sola una, y tiene por advocacion San Pedro.
50. A los cinquenta capitulos, se rresponde: que en esta Villa ay un cura de la dicha Yglesia de esta Villa, é le rrentará el curato un año con otro quatrocientos ducados, é de estos paga ciento y cinquenta ducados de pensión, y tiene por anexos esta Yglesia la granja de Pinillos, que es de los frayles de San Bartolome de Lupiana, y una capellanía en Romanones, que es legua y media de esta Villa, la qual valdrá cada año veinte mil maravedis.
51. A los cinquenta y un capitulos, se rresponde: que en esta Villa se huelga el dia de San rroque, y se boto por esta Villa de guardalle por pestilencia que vbo, y se hizo su hermita, que está junto á esta Villa, la qual se fundo el año de mil quinientos y veinte y siete años. Asimismo, se guarda en esta Villa dia de San gregorio nacianceno, lo qual se votó de guardar por esta Villa el año de mil quinientos é setenta años por mor de la oruga, que se comía las viñas, y agora se las come.
53. A los cinquenta y tres capitulos, se rresponde: que cerca de esta Villa está el monesterio de San Bartolomé de Lupiana, á dos tiros de vallesta de esta Villa, en el qual abrá setenta rreligiosos, mas ó menos, é que la rrenta que el dicho convento tiene no se puede saber.
56. A los cinquenta y seis capitulos, se rresponde: que un quarto de legua, ó media legua, está un despoblado que se llama Pinilla, el qual es anexo de esta Villa, el qual de antes fue poblacion, é los antepasados decían que aquel pueblo se avía despoblado por pestilencia, é desde allí se vinieron á este pueblo, y así quedo por anexo.
La qual dicha Relación va declarado conforme á la instrución que por Su Magestad fué dada por los dichos Señores Bartolomé Sanchez de la Yglesia, alcalde mayor, y Andrés de Miedes, y Bartolomé Perez, y Francisco Muñoz, y Alonso Núñez de Estevan Sanchez, diputados por el concejo de esta Villa para lo suso dicho, y va rrespondido a cada capitulo que avía que rresponder, y al que no avía que rresponder quedó en blanco, y es la más cierta Relacion que se puede enbiar a Su Magestad en lo tocante a esta Villa de Lupiana, aviendo sobre ello platicado, y conferido largo sobre lo contenido en la instrucion, y lo firmaron los que sabían escrivir, lo qual se hizo en presencia de mi, Alonso Perez, escrivano del numero y concejo de la dicha Villa de Lupiana, y el Señor Alcalde mayor, mandó a mi, el escrivano, se lo de y entregue para lo embiar al Señor Corregidor de Guadalaxara, para que lo embie á Su Magestad como por su instrución manda, lo qual se acabó en diez de noviembre de mil quinientos e setenta y cinco años. Testigos, Julian del campo y Miguel de la fuente, vecinos de Lupiana, y lo firmaron de sus nombres los que sabían aquí=Bartolome Sanchez de la Yglesia=Francisco Muñoz=Bartolome Perez.
E yo, el dicho Alonso Perez, escrivano aprobado por los Señores del Consejo Real de Su Magestad, y del concejo, y número de la dicha Villa de Lupiana, y terminos de Pinilla, por el Rmo. Señor prior general de la horden de San gerónimo, fui presente á lo que dicho es, con el dicho Señor Alcalde mayor y diputados del dicho Ayuntamiento para lo sobre dicho, lo qual escriví en estas cinco hojas, con esta en que va mi sino, que es á tal=en testimonio de verdad=Alonso Perez.
A mediados del siglo XIX, el lugar contaba con una población censada de 449 habitantes. La localidad aparece descrita en el décimo volumen del Diccionario geográfico-estadístico-histórico de España y sus posesiones de Ultramar de Pascual Madoz de la siguiente manera:

LUPIANA: v. con ayunt. en la prov. y part. jud. de Guadalajara (2 leg.), aud. terr. de Madrid (10), c. g. de Castilla la Nueva. dióc. de Toledo (22): SIT: á la falda de un cerro circundada de otros; bátenla principalmente los vientos N. y O.; goza de CLIMA sano, y las enfermedades más comunes son las estacionales. Tiene 161 casas; la consistorial, en la que hay habitaciones para carnicería, cárcel y escuela de instrucción primaria, frecuentada esta por 32 alumnos, á cargo de un maestro dotado con 1,500 rs.; una fuente de agua salobre; una igl. parr. de primer ascenso (San Pedro Apóstol); servida por un cura, un teniente, un sacristan, un crucero y un entonador;e el cementerio se halla fuera de la pobl. á la parte del O., contiguo á una ermita (La Soledad), que le sirve de capilla. TÉRM.: confina N con Centenera; E. Atanzón; S Horche, y O. montes de Guadalajara: dentro de esta circunferencia se encuentran varios manantiales de buenas aguas; las ermitas de San Antonio y San Roque; el desp. de Pinilla y el conv. de monges Gerónimos, bajo la advocación de San Bartolomé, casa primitiva que fué de la orden, por cuya razon se celebrarban en él los capítulos generales; en la actualidad, tanto el edificio como un monte, las huertas y todas las hererdades que dentro de la jurisd. poseía la comunidad,  pertenencen á un particular, por compra á la Hacienda Nacional. El TERRENO en su mayor parte quebrado y de buena calidad: le baña el r. Ungria y un arroyo llamado Matayeguas, que se une al primero á las inmediaciones del desp. de Pinilla, en cuyo térm. hay un monte de chaparro y roble, que habiendo pertenecido al precitado monast., ahora es de propiedad particular; hállase también dentro de la jurisd. una arboleda de álamos blancos, y un terreno que ha sido monte de los propios poblado de chaparro y robles, y se encuentra descuajado. CAMINOS: los que dirigen á los pueblos limítrofes, todos de herraduera y en buen estado. CORREO: se recibe y despacha domingos y jueves, en la adm. de Guadalajara, por un balijero. PROD.: escelente trigo, cebada, avena, centeno, aceite, vino, patatas, judías,  cáñamo y glato ó pastel, como llaman mas comunmente en el pais; abundan los pastos, con los que se mantiene ganado lanar, cabrío y vacuno; hay caza de perdices, ceonejos y liebres, y en los montes de Pinilla se ven algunos corzos; En el Ungria se pescan algunas anguilas y truchas. IND. la agrículo, un molino harinero, otro aceitero y una buena fáb. de curtidos. COMERCIO: esportacion del sobrante de frutos, ganado, lana y productos de la fáb., é importacion de los art. que faltan: hay algunas tiendecillas de ropas, sedas y galones. POBL.: 187 vecinos, 676 almas. CAP. PROD.: 2.854,000 rs. IMP.: 285,400. CONTR.: 21.818. PRESUPUESTO MUNICIPAL 1,608 se cubre con los fondos de propios y reparto vecinal en caso de déficit.
(Madoz, 1847, p. 470)

## Demografía
Lupiana cuenta con una población de 325 habitantes (INE 2024).
| Gráfica de evolución demográfica de Lupiana entre 1842 y 2021                                                       |
| |
| Población de derecho según los censos de población del INE Población de hecho según los censos de población del INE |

## Patrimonio

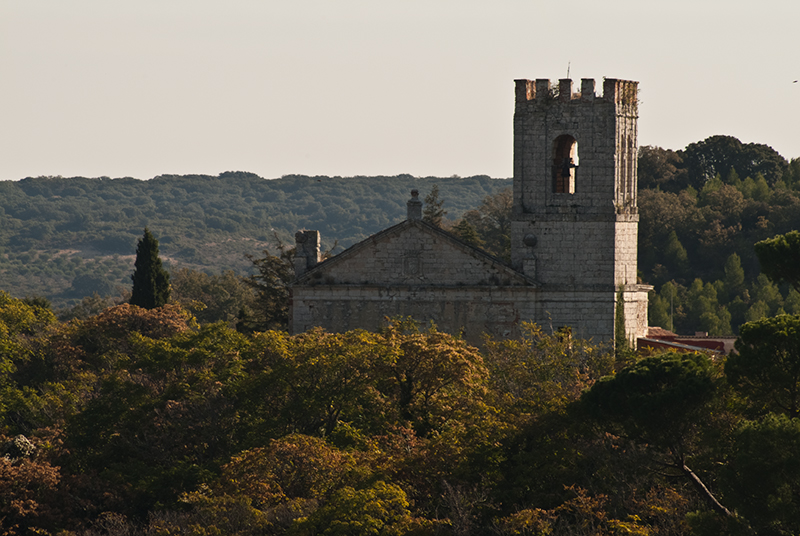
Vista del monasterio de San Bartolomé.

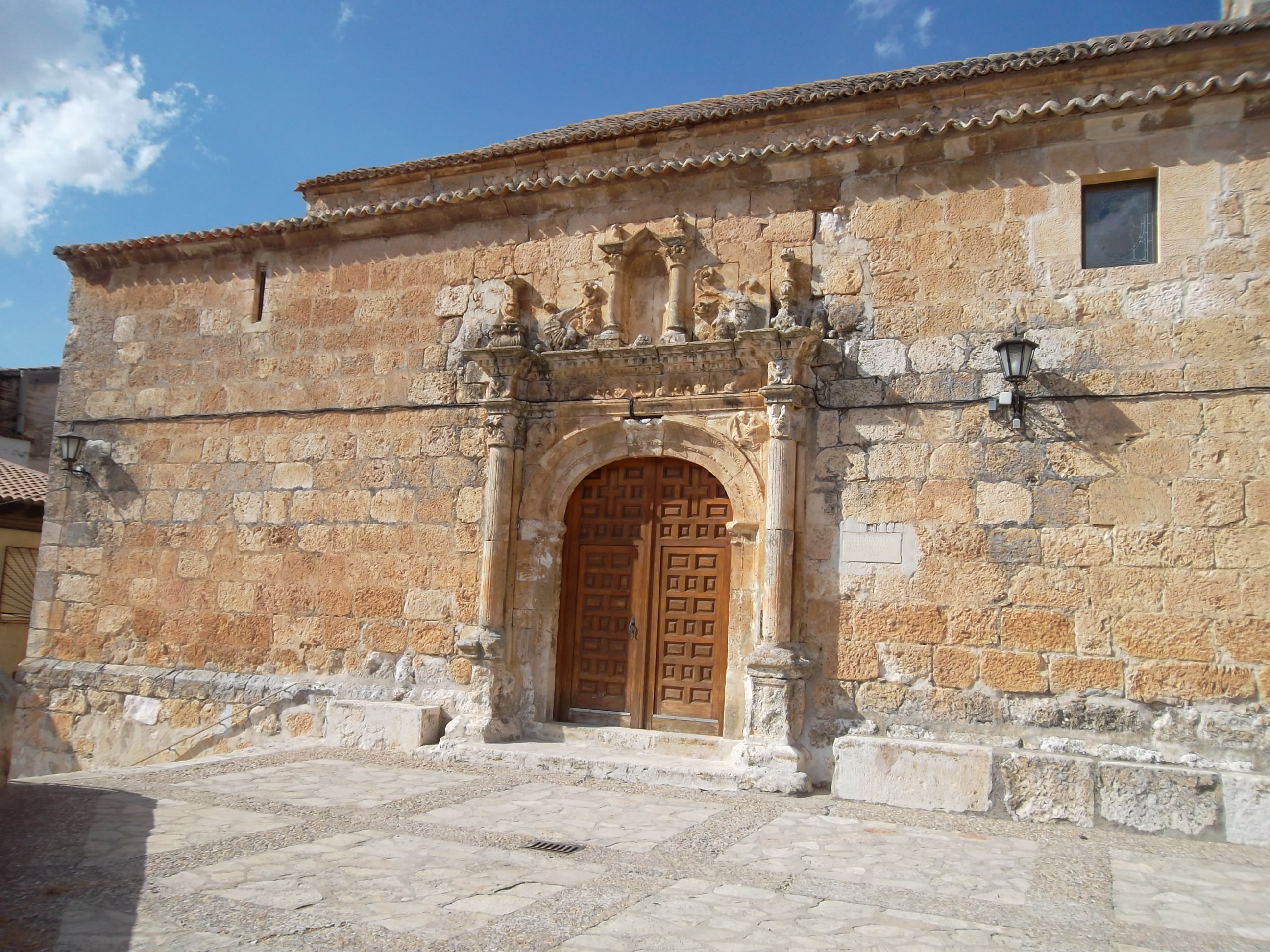
Iglesia parroquial de San Pedro Apóstol

- Iglesia parroquial de San Pedro ApóstolMonasterio de San Bartolomé: Se trata de un monasterio jerónimo cuya construcción como monasterio propiamente dicho comenzó en el año 1474 sobre una ermita ya existente dedicada a San Bartolomé, que databa de 1330.[13] Fue declarado Bien de Interés cultural con la categoría de monumento el 3 de junio de 1931.[14] La publicación de tal decreto en la Gaceta de Madrid se produjo un día más tarde, el 4 de junio de 1931—.[14][15]
- Iglesia de San Pedro Apóstol: Es la parroquia del municipio. Construida en el siglo XVI en estilo gótico de transición al renacimiento. Destacan su portada plateresca, en el exterior, y el artesonado de la nave central.
- Picota de Lupiana: Se ubica en el centro de la plaza mayor de la localidad. Erigida en el siglo XVI, actualmente consta de las siguientes partes: escalinata poligonal, pedestal, columna con fuste estriado, corona de cuatro grifos, remate piramidal y "T" con dos ganchos.[16]

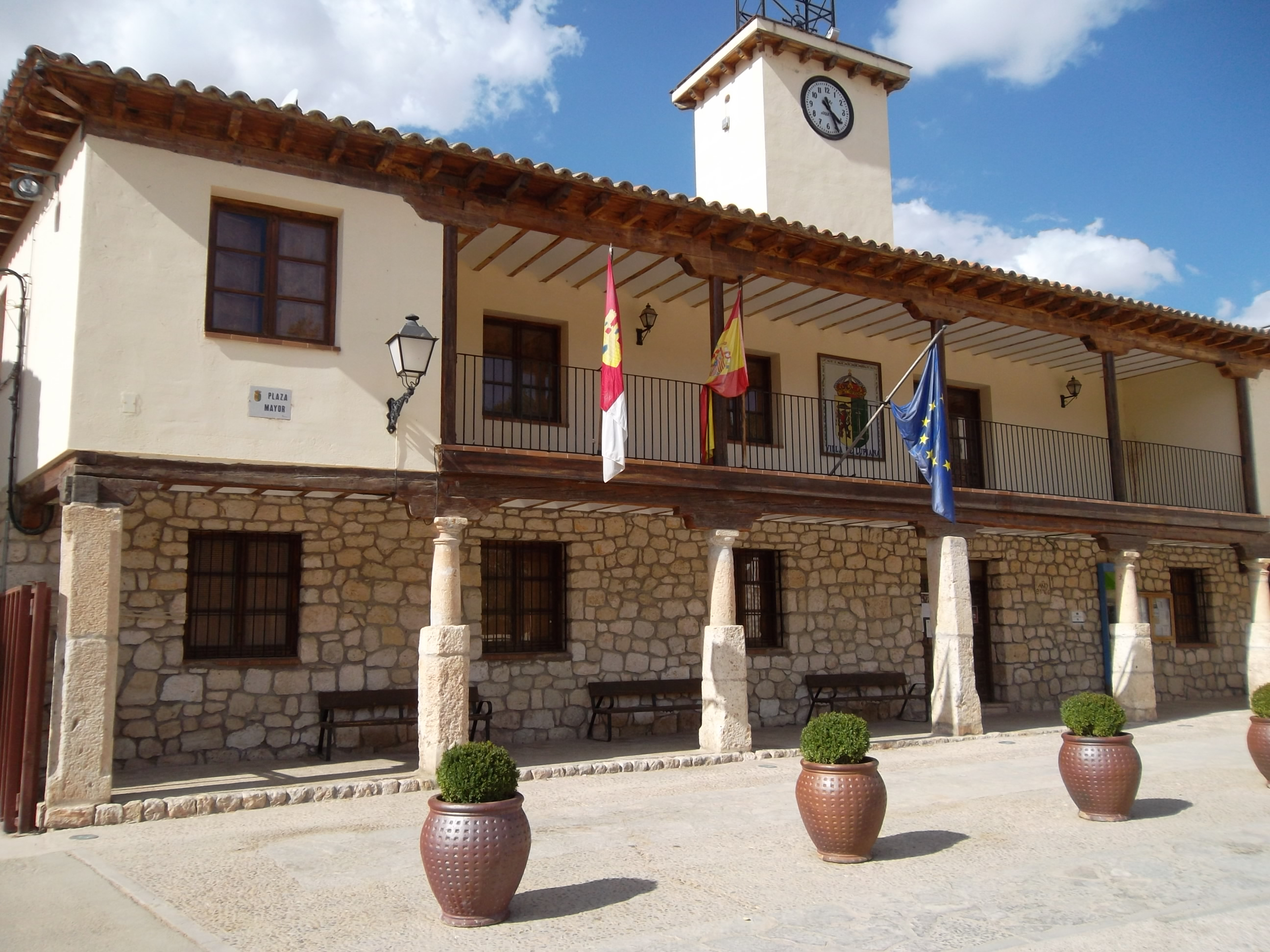
Ayuntamiento de Lupiana

- Ayuntamiento: Casa consistorial típicamente castellana construida en 1766. Su fachada consta de dos cuerpos soportalados, pétreo el inferior, alternando columnas toscanas con pilares, y lígneo el superior a modo de logia o gran balconada. Remata el torre de campanas y reloj.

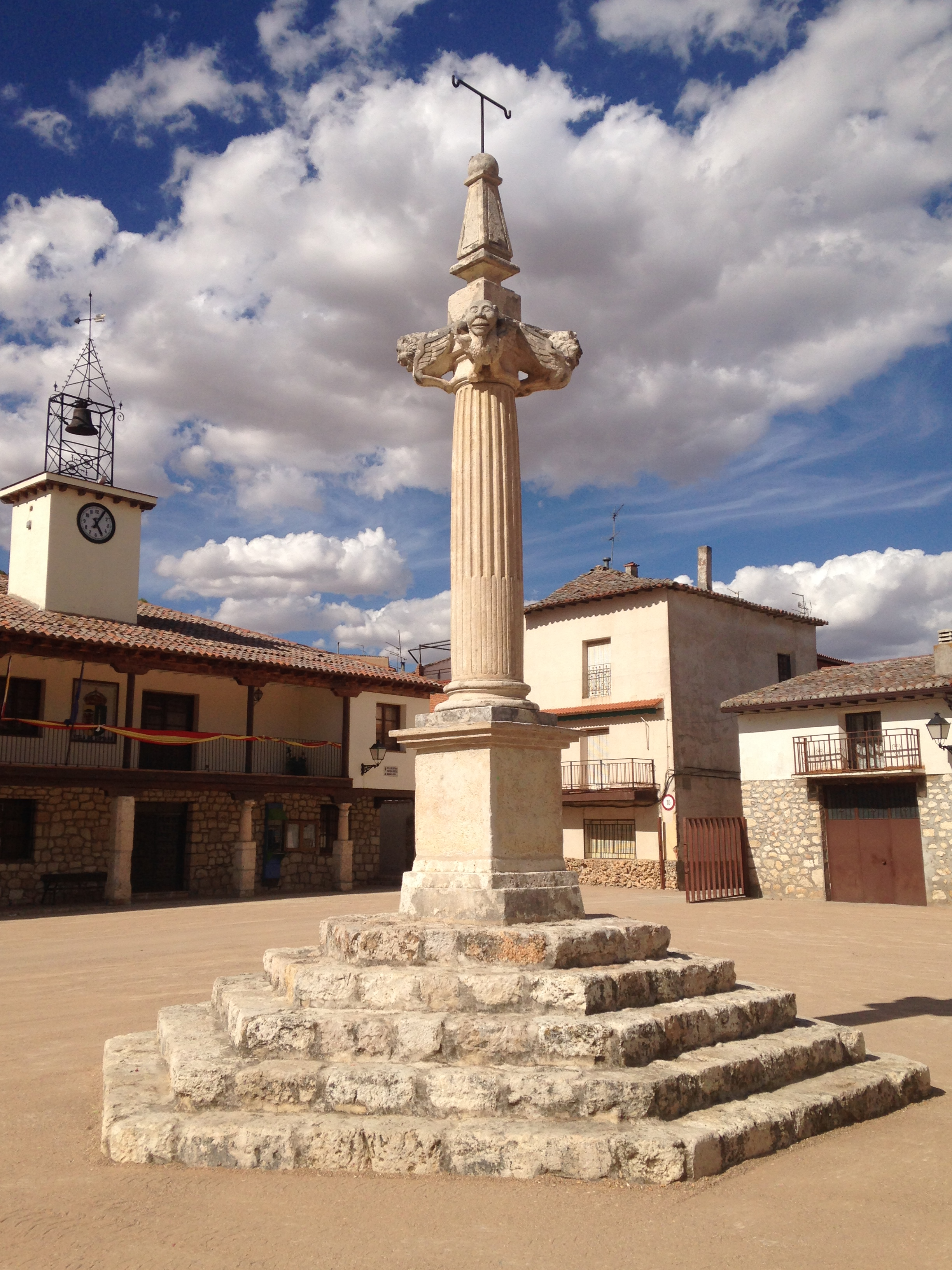
Picota o rollo jurisdiccional en la plaza Mayor,